# グリゴーリ・コージンツェフ
グリゴーリ・ミハイロヴィッチ・コージンツェフ（ロシア語: Григо́рий Миха́йлович Ко́зинцев, ラテン文字転写: Grigorii Mikhailovich Kozintsev, 1905年3月22日 - 1973年5月11日）は、ソビエト連邦の映画監督、脚本家。主な作品は、監督および脚本をつとめた1964年の映画『ハムレット』など。

## フィルモグラフィ
- 『先駆者の道』 - Пирогов （1947年、監督）
- 『ドン・キホーテ』 - Дон Кихот （1957年、監督）
- 『ハムレット』 - Гамлет （1964年、監督・脚本）
- 『リア王』 - Король Лир （1971年、監督・脚本）